# Новоперуново
Новоперуно́во (рос. Новоперуново) — село у складі Тальменського району Алтайського краю, Росія. Адміністративний центр Новоперуновської сільської ради.

## Населення
Населення — 1893 особи (2010; 1805 у 2002).
Національний склад (станом на 2002 рік):
- росіяни — 87 %